# 玄關二帝廟

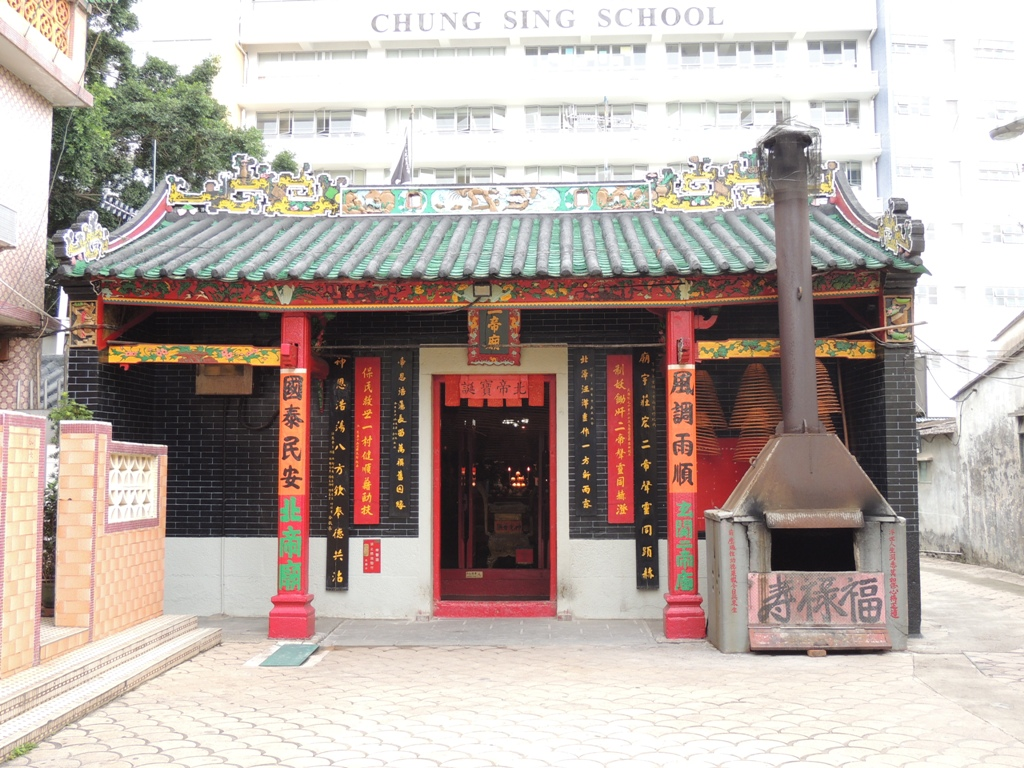
元朗舊墟玄關二帝廟

玄關二帝廟或稱關帝廟，位於香港新界元朗舊墟長盛街的盡頭，建成年份已不可考，估計建於18世紀（1714年），廟內供奉玄天上帝及關帝，屬香港一級歷史建築。

## 簡介
二帝廟為二合院式設計，一般廟宇門口的牌扁都是橫放的，而「二帝廟」那豎直的形式，只有皇帝御賜的才可有。此外，供壇與跪墊中間，放置一個小石鼎供善信敬酒之用。二帝廟內有很多有價值文物，包括由佛山隆盛爐鑄造，上刻「康熙甲午年」（1714年）的銅鐘及重二百八十斤，上刻「乾隆十三年」（1748年）的聚寶爐，從銘文可見只有蔡、王等姓捐獻，錦田鄧氏並無捐獻，可見西邊圍是由鄧氏以外雜姓開拓及居住，現時則林姓居多，二帝廟由西邊圍管理。